# Gabriel Teixeira
Pour les articles homonymes, voir Teixeira.
Gabriel Teixeira, né le 1er avril 2001 à Maracanaú au Brésil, est un footballeur brésilien qui évolue au poste d'ailier gauche à l'Atlético Mineiro, en prêt du Sporting CP.

## Biographie

### Fluminense FC
Né à Maracanaú au Brésil, Gabriel Teixeira est formé par le Fluminense FC, qu'il rejoint à l'âge de 12 ans. 
Il joue son premier match en professionnel le 5 mars 2021 lors d'une rencontre de Campeonato Carioca face au Resende FC (en). Il est titulaire et son équipe perd la rencontre par deux buts à un. Il prolonge son contrat quelques jours plus tard jusqu'en 2024. C'est dans le Campeonato Carioca qu'il commence à gagner du temps de jeu et se fait une place en équipe première, étant l'auteur de prestations convaincantes. Le 30 mai 2021, Teixeira fait sa première apparition dans le championnat brésilien face au São Paulo FC. Il est titulaire et les deux équipes se neutralisent (0-0). Le 6 juin suivant il inscrit son premier but dans le Brasileirão face au Cuiabá Esporte Clube. Il donne la victoire à son équipe en marquant le seul but de la partie,.